# Dekanat Augsburg I

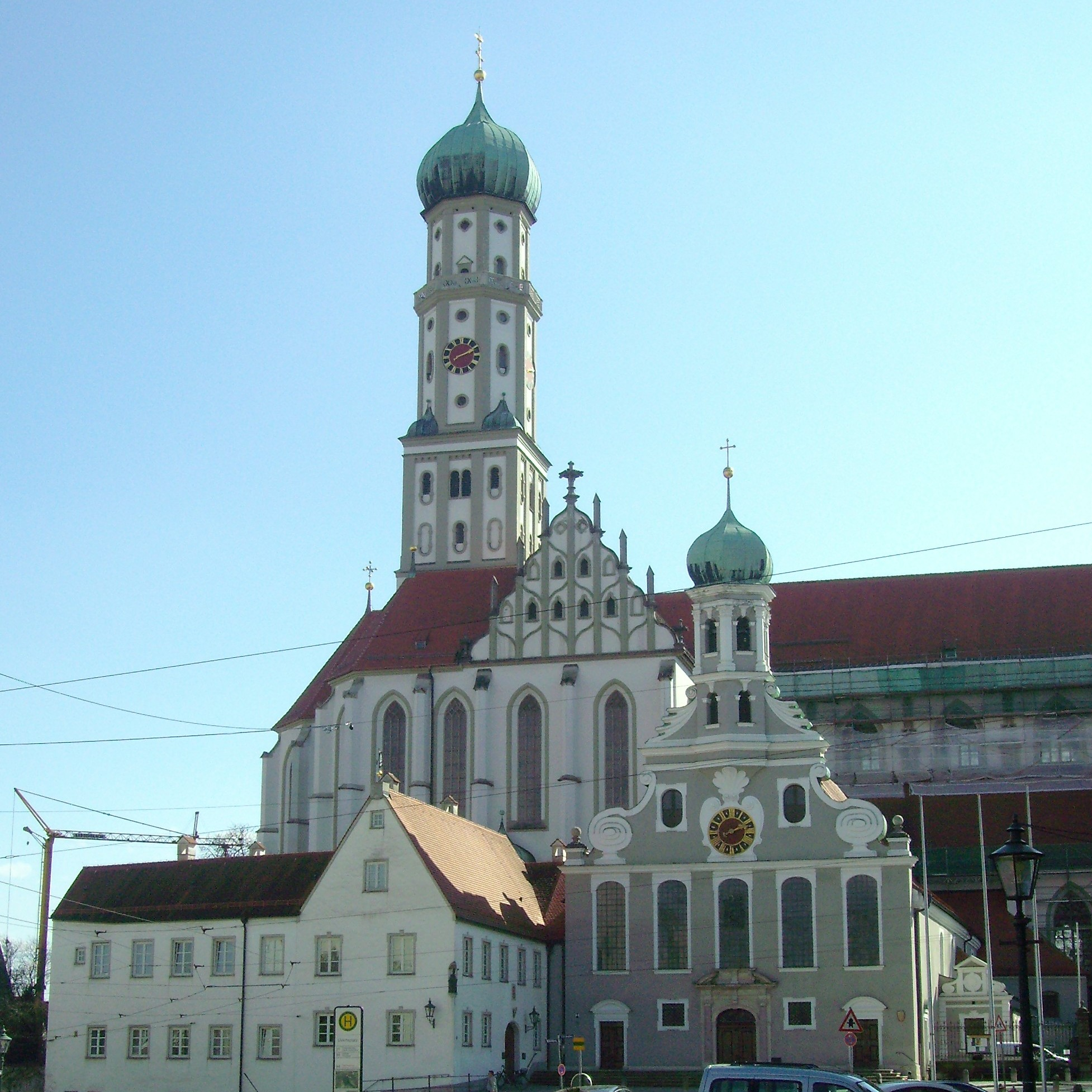
Die Basilika St. Ulrich und Afra

Das Dekanat Augsburg I ist eines von 23 Dekanaten des römisch-katholischen Bistums Augsburg.
Das Dekanat entstand im Zuge der Bistumsreform vom 1. Dezember 2012 durch die Zusammenlegung der früheren Dekanate Augsburg-Mitte (inklusive der Pfarrei „Zum Guten Hirten“) und Augsburg-Ost.

## Derzeitige Gliederung
Tatsächliche Gliederung (Stand Juni 2025).
- Augsburg Dom

Augsburg-Dompfarrei „Zum Hlgst. Herzen Jesu“
Augsburg „Heilig Kreuz“,
Augsburg „Provino-Rathmüller'sche“,
Augsburg „II. Lumpertsches Manualkaplanei“;
- Augsburg St. Georg/St. Maximilian

Augsburg „St. Georg“,
Augsburg „St. Maximilian“,
- Augsburg St. Moritz

Augsburg „St. Moritz“,
Augsburg  „St. Peter“;
- Augsburg St. Ulrich/St. Anton

Augsburg „St. Ulrich und Afra“,
Augsburg „St. Anton“,
- Augsburg Don Bosco/St. Wolfgang

Augsburg-Herrenbach „St. Don Bosco“,
Augsburg-Spickel „St. Wolfgang“;
- Augsburg Zum Guten Hirten/St. Canisius

Augsburg-Univiertel „Zum Guten Hirten“;
Augsburg-Hochfeld „St. Canisius“
- Augsburg St. Franziskus/Christkönig

Augsburg-Firnhaberau „St. Franziskus“,
Augsburg-Hammerschmiede „Christkönig“,
- Augsburg St. Elisabeth

Augsburg-Lechhausen „St. Elisabeth“;
- Augsburg-Lechhausen St. Pankratius/Unsere Liebe Frau

Augsburg-Lechhausen „St. Pankratius“,
Augsburg-Lechhausen „Unsere Liebe Frau“;
- Augsburg  Heilig Geist/Zwölf Apostel

Augsburg-Hochzoll-Nord und Friedberg-West „Heilig Geist“,
Augsburg-Hochzoll-Süd „Zwölf Apostel“;

## Geplante Gliederung
Durch die „Pastorale Raumplanung 2025“ im Jahr 2012 vorgeschlagene zukünftige Gliederung.
- Augsburg Dom

Augsburg-Dompfarrei „Zum Hlgst. Herzen Jesu“
Augsburg „Heilig Kreuz“,
Augsburg „Provino-Rathmüller'sche“,
Augsburg „II. Lumpertsches Manualkaplanei“;
- Augsburg St. Georg/St. Maximilian/St. Simpert

Augsburg „St. Georg“,
Augsburg „St. Maximilian“,
Augsburg „St. Simpert“;
- Augsburg St. Moritz/St. Anton

Augsburg „St. Anton“,
Augsburg „St. Moritz“,
Augsburg  „St. Peter“;
- Augsburg St. Ulrich/Don Bosco/St. Wolfgang

Augsburg „St. Ulrich und Afra“,
Augsburg-Herrenbach „St. Don Bosco“,
Augsburg-Spickel „St. Wolfgang“;
- Augsburg Zum Guten Hirten/St. Canisius

Augsburg-Hochfeld „St. Canisius“
Augsburg-Univiertel „Zum Guten Hirten“;
- Augsburg St. Elisabeth/St. Franziskus/Christkönig

Augsburg-Firnhaberau „St. Franziskus“,
Augsburg-Hammerschmiede „Christkönig“,
Augsburg-Lechhausen „St. Elisabeth“;
- Augsburg-Lechhausen St. Pankratius/Unsere Liebe Frau

Augsburg-Lechhausen „St. Pankratius“,
Augsburg-Lechhausen „Unsere Liebe Frau“;
- Augsburg  Heilig Geist/Zwölf Apostel

Augsburg-Hochzoll-Nord und Friedberg-West „Heilig Geist“,
Augsburg-Hochzoll-Süd „Zwölf Apostel“;